# Villenbach
Villenbach település Németországban, azon belül Bajorországban. Lakosainak száma 1326 fő (2023. december 31.).

## Népesség
A település népessége az elmúlt években az alábbi módon változott:
| Lakosok száma | 393  | 743  | 612  | 1062 | 1190 | 1253 | 1229 | 1257 | 1315 | 1326 |
|               | 1875 | 1950 | 1975 | 1987 | 2012 | 2014 | 2016 | 2017 | 2021 | 2023 |